# カラードノイズ
カラードノイズ（英: colors of noise）とは、パワースペクトル密度が平坦でないノイズのこと。有色雑音とも。
「色」の異なるノイズは、その特性も大きく異なる。例えば、音響信号であればヒトの耳には異なる音色で聞こえ、画像であればテクスチャーが異なるように見える。したがって、それぞれの「色」のノイズには相応の用途がある。
ノイズの「色」の感覚は音楽の「音色」の概念に似ているが、後者は音についてのみ用いられ、スペクトルの非常に詳細な特徴に対応している。
もともと「ホワイトノイズ」があったため、カラードノイズの呼称が生まれた。ホワイトノイズのパワースペクトルは平坦である。これは、「白い光」が可視光の範囲内で平坦なパワースペクトルとなることから、このように呼ばれた。そこで平坦でないパワースペクトルを示すノイズに「ピンク」、「レッド」、「ブルー」といった呼称が与えられるようになった。一部のカラードノイズには標準的定義が存在するが、定義が定まっていないカラードノイズもある。

## べき乗則ノイズ
| β  | 名称           | スペクトル傾斜 |
| -- | -------------- | -------------- |
| -2 | レッドノイズ   | −6 [dB/octave] |
| -1 | ピンクノイズ   | −3 [dB/octave] |
| 0  | ホワイトノイズ | ±0 [dB/octave] |
| +1 | ブルーノイズ   | +3 [dB/octave] |
| +2 | パープルノイズ | +6 [dB/octave] |

べき乗則ノイズ（、英: power-law noise）はパワースペクトル密度が周波数にべき乗比例するノイズである。
べき乗則ノイズはパワースペクトル密度が「底が周波数 {\displaystyle f}、冪指数が {\displaystyle \beta \in \mathbb {R} } のべき乗」と比例するノイズである。すなわち以下の式を満たすノイズである：
{\displaystyle S(f)\propto f^{\beta }}

カラードノイズの多くはべき乗則ノイズの一種である。具体例は表を参照。
べき乗則ノイズの周波数スペクトル (β)
- レッドノイズ (-2)
- ピンクノイズ(-1)
- ホワイトノイズ(±0)
- ブルーノイズ(+1)
- パープルノイズ(+2)

## 工学的定義
様々なノイズモデルが解析に利用されており、それらの多くは上述のべき乗則ノイズに分類される。自己回帰ノイズ（ARノイズ）もそのようなモデルの1つであり、そこから様々な単純なノイズの具体例を生成できる。Federal Standard 1037C Telecommunications Glossary では、ホワイトノイズ、ピンクノイズ、ブルーノイズ、ブラックノイズを定義している。
これらのノイズの色名称は、そのスペクトルを可視光のスペクトルと関連させてつけられたものである。例えば、高い周波数（波長が短い）成分の多いブルーノイズの「ブルー」は可視光のスペクトルで波長の短い青い光と対応している。

### ホワイトノイズ

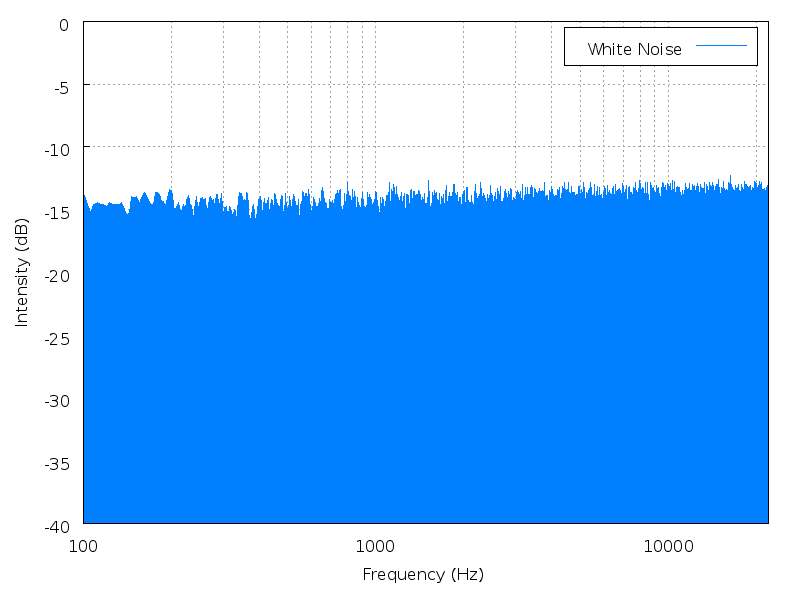
ホワイトノイズのスペクトル。平坦なパワースペクトル（周波数軸は対数軸）

ホワイトノイズは平坦な周波数スペクトルを持つ信号（または過程）であり、白色光からのアナロジーでこのように呼ばれている。言い換えれば、この信号は与えられた帯域幅（パワースペクトル密度）の任意の帯域について仕事率が等しい。例えば音響信号のホワイトノイズでは、40 Hzから 60 Hzの周波数範囲のパワーは、400 Hz から 420 Hz までの範囲のパワーに等しい。

### ピンクノイズ

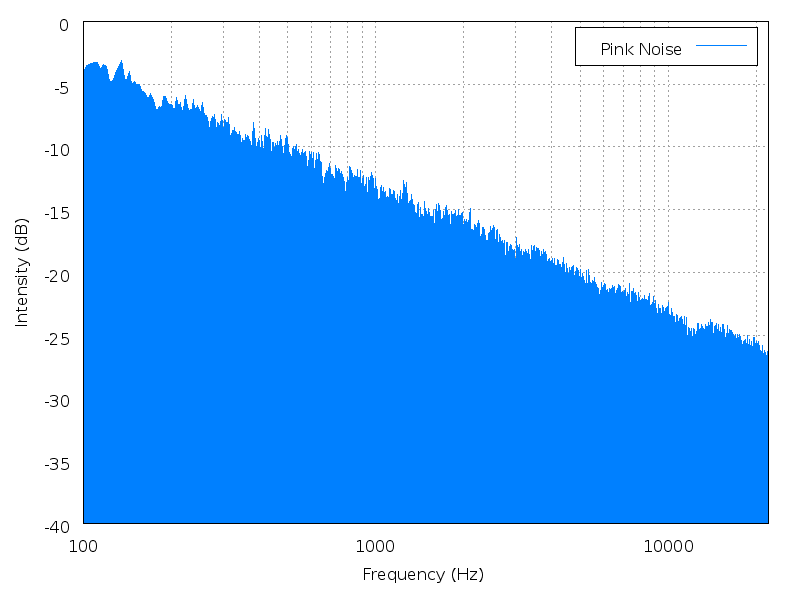
ピンクノイズのスペクトル。パワースペクトル密度は 10 dB/decade (−3 dB/octave) で降下

ピンクノイズ周波数スペクトルは両対数グラフで表すとほぼ直線になり、そのグラフ上の同じ幅の周波数範囲でパワーが等しくなる。つまり、40 から 60 Hz の周波数範囲のパワーは、4000 から 6000 Hz の周波数範囲のパワーと等しい。実際ヒトの耳も似たような特性があり、元の周波数がどういう値であれ、周波数が倍になると1オクターヴ上がったと感じる（40–60 Hz の変化と 4000–6000 Hz の変化は同じように感じる）。そこでオクターヴあたりのパワーが等しいピンクノイズは音響工学における基準信号として使われることが多い。スペクトル密度で言えば、ホワイトノイズに対して1オクターヴあたり3dB（周波数10倍あたり10dB）の降下を示す（密度は 1/f に比例）。そのためピンクノイズを 1/f（f分の1）ノイズとも呼ぶ。
スペクトルには低周波数 (DC) から高周波数まで無限個の対数領域があるので、任意の有限エネルギースペクトルはどちらの端でもピンクノイズよりエネルギーが低い。べき乗則に従うスペクトル密度としてはピンクノイズだけがこの特性を有する。係数 β が大きい場合、高周波数の側で小さくなりすぎ、係数 β が小さい場合、低周波数の側で限界を生じる。

### ブラウニアンノイズ

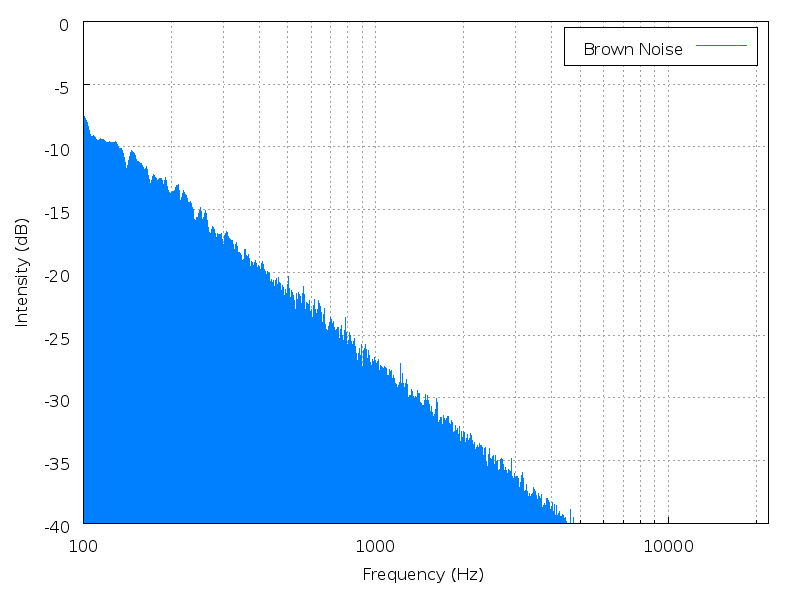
ブラウニアンノイズのスペクトル (−6 dB/octave)

ブラウニアンノイズは、周波数が高くなる方向でパワー密度が1オクターヴあたり6dB（周波数10倍あたり20dB）降下し（密度は 1/f 2 に比例）、DCすなわち周波数がゼロとなるところは含まれない。「ブラウンノイズ」あるいは「レッドノイズ」とも呼ぶ。一般には、周波数が上がるにしたがってパワー密度が低くなる任意のノイズをこのように呼ぶ（1/f 2 に限らない）。
狭義のブラウニアンノイズは、ブラウン運動のシミュレーションまたはホワイトノイズの積分というアルゴリズムで生成できる。この場合の「ブラウン」は色の名前に由来するのではなく、ブラウン運動に由来する。レッドノイズという呼称はパワースペクトルの形状を示しており、その意味ではピンク（ノイズ）はレッドとホワイトの中間である。「ランダムウォーク」ノイズなどとも呼ばれる。

### ブルーノイズ

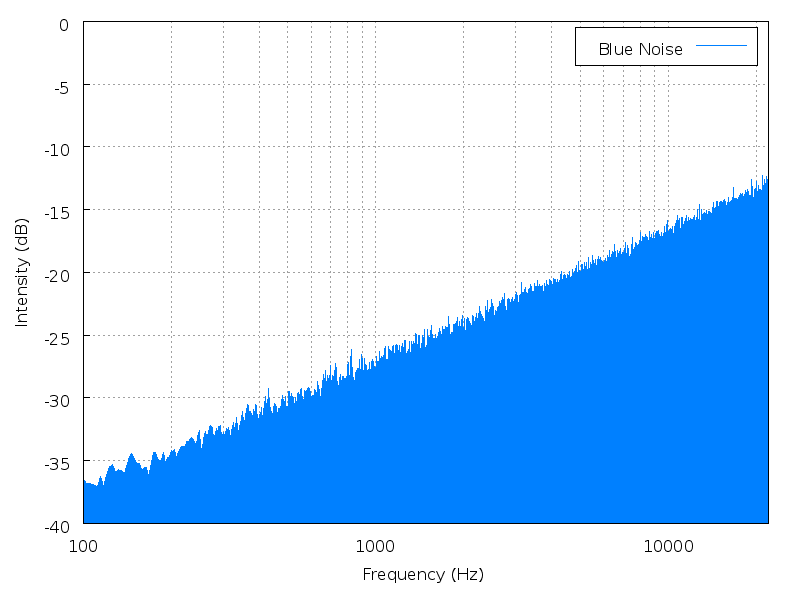
ブルーノイズのスペクトル (+3 dB/octave)

パワー密度は周波数があがるにつれて1オクターヴあたり3dB（周波数10倍あたり10dB）上昇し（密度は f に比例）、周波数の範囲は有限である。コンピュータグラフィックスではもっと緩やかな意味で使われており、最小の低周波数成分があり、エネルギーが集中したスパイクがないノイズを指す。ディザリングによく使われている。網膜細胞はブルーノイズ的なパターンで配置されることにより高い解像度を生んでいる。

### パープルノイズ

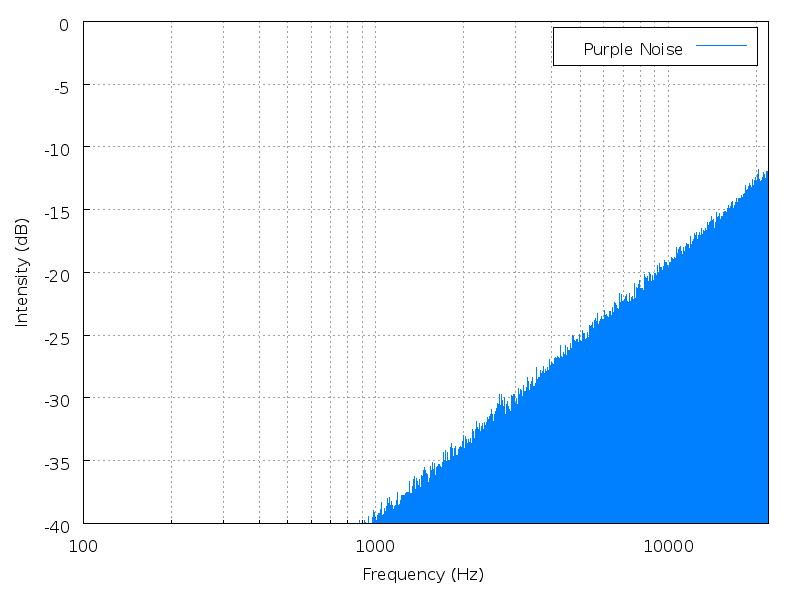
パープルノイズのスペクトル (+6 dB/octave)

バイオレットノイズとも呼ばれる。パワー密度は周波数が上がるにつれて1オクターヴあたり6dB（周波数10倍あたり20dB）上昇し（密度は f 2 に比例）、周波数範囲は有限である。ホワイトノイズを微分したものと等しい。

### グレイノイズ

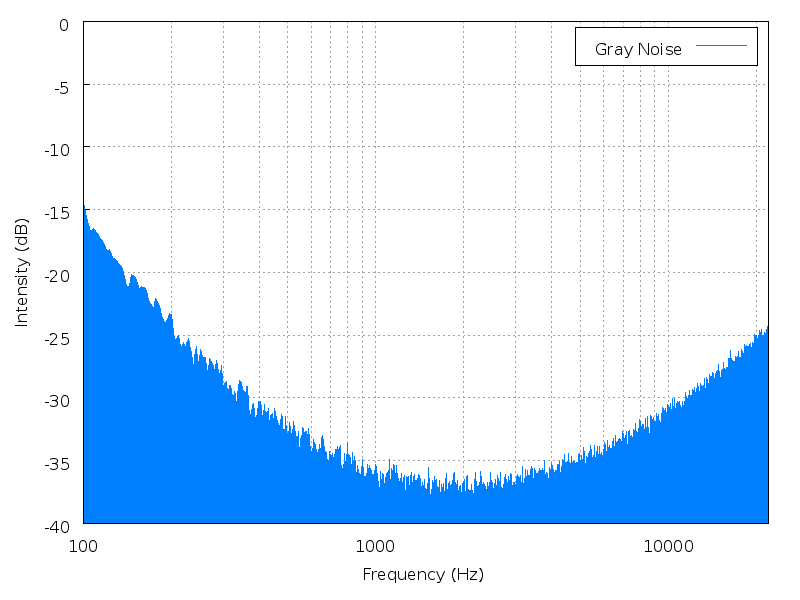
グレイノイズのスペクトル

音響心理学的な等ラウドネス曲線に近いパワースペクトルを示すノイズで、周波数範囲は有限（通常、可聴域）である。ヒトが聴いたときにどの周波数成分も同じ大きさに聞こえる。

### 定義が定まっていないカラードノイズ
定義が定まっていないカラードノイズもあり、通常複数の意味で使われている。

#### レッドノイズ
1. ブラウニアンノイズと同義[11]
2. ピンクノイズと同義[12]

#### グリーンノイズ
1. ホワイトノイズの低周波数部分と高周波数部分を除去した中間周波数成分のみのノイズ。ハーフトーンディザリングで使われる[13]。
2. ブラウニアンノイズを同様に帯域制限したもの
3. 音響回路試験用のヒトの声の帯域をシミュレートしたノイズ[14]
4. Joseph S. Wisniewski によれば、「自然界のバックグラウンドノイズ」を指すという。ピンクノイズに近いが、パワースペクトルでは 500 Hz 付近にコブがある[14]。

#### ブラックノイズ
サイレントノイズとも呼ばれる。
1. 無音[3]
2. 1/fβ で β > 2 のもの。自然災害に関する周波数のモデル化でこの定義が使われている[15]。
3. スペクトルの大部分でパワーレベルがゼロであり、ときおりスパイクがあるノイズ。例えばファクシミリで送る原稿に黒い領域があるとき、送ったものに無作為に白い点が現れることがあるが、これをブラックノイズと呼ぶ。時間領域で見た場合も、無作為にパルスが現れる形となる[16]。
4. 黒体放射に対応したノイズ（熱雑音）

#### Noisy white
noisy white は電気通信において次のような意味で使われる用語である。
1. ファクシミリやテレビなどのディスプレイシステムで、画像の白い領域に生じるムラ。
2. また画像信号で白い領域に対応する部分にノイズが乗っていて、表示してみると黒い点として認識される場合。

#### Noisy black
noisy black は電気通信において次のような意味で使われる用語である。
1. ファクシミリやテレビなどのディスプレイシステムで、画像の黒い領域に生じるムラ。
2. また画像信号で黒い領域に対応する部分にノイズが乗っていて、表示してみると白い点として認識される場合。